# Monnina glabrifolia
Monnina glabrifolia är en jungfrulinsväxtart som beskrevs av Ramón Alejandro Ferreyra. Monnina glabrifolia ingår i släktet Monnina och familjen jungfrulinsväxter. Inga underarter finns listade i Catalogue of Life.